# Senna foetidissima
Senna foetidissima är en ärtväxtart som först beskrevs av George Don jr, och fick sitt nu gällande namn av Howard Samuel Irwin och Rupert Charles Barneby. Senna foetidissima ingår i släktet sennor, och familjen ärtväxter.

## Underarter
Arten delas in i följande underarter:
- S. f. foetidissima
- S. f. grandiflora